# Idarnes ashlocki
Idarnes ashlocki är en stekelart som beskrevs av Gordh 1975. Idarnes ashlocki ingår i släktet Idarnes och familjen fikonsteklar.
Artens utbredningsområde är Costa Rica. Inga underarter finns listade i Catalogue of Life.